# タビラ
タビラ（田平、Acheilognathus tabira）は、コイ目コイ科タナゴ亜科タナゴ属に属する淡水魚である。婚姻色、稚魚にある背鰭の黒斑の有無、卵の形、分布域により、セボシタビラ(A. t. nakamurae)、シロヒレタビラ(A. t. tabira)、ミナミアカヒレタビラ(A. t. jordani)、キタノアカヒレタビラ(A. t. tohokuensis)、アカヒレタビラ(A. t. erythropterus)の5亜種に分類される。

## 概要
タビラは日本の西から東へと移動する際、マタナゴ、イチモンジタナゴ、ヤリタナゴなど他のタナゴの仲間と婚姻色や産卵母貝の選択などで特徴が重ならないように工夫した結果、5亜種に分化したと考えられる。例として、アブラボテやヤリタナゴと分布域が重なっている地域のシロヒレタビラは先の2種と産卵母貝の競合を避けるためカタハガイまたは50mm以上の大きさのオバエボシガイに強い選択性を示している。